# Horario de trabajo
El horario laboral u horario de oficina comprende las horas del día durante las cuales se llevan a cabo las tareas de trabajo de manera común. Los horarios de oficina típicos varían según el país. Mediante la observación de las normas informales comunes para las horas de oficina, los trabajadores pueden comunicarse entre sí con mayor facilidad y encontrar una brecha conveniente entre la vida laboral y la vida familiar.
En España, el horario de trabajo habitual es de 08:00 a 17:00 o de 09:00 a 18:00 para oficinas, con un descanso de una hora para comer. Aunque en cada vez más empresas se empiezan a aplicar criterios de flexibilidad horaria.
Los horarios de las tiendas con público (por ejemplo tiendas de ropa) abren de 10:00 a 14:00 y de 17:00 a 20:30 generalmente entre semana, y solo por la mañana los sábados; aunque diversas ciudades pueden aplicar legislaciones que permiten abrir a cualquier hora cualquier día de la semana.
Los locales de ocio suelen abrir tarde (23:00 los fines de semana) hasta la hora que regule esa ciudad para ese tipo de negocio (03:00 o 04:00 para pubs y bares, 06:00 o 07:00 para discotecas).
En Estados Unidos, Reino Unido y Australia, las horas entre 9 a. m. y 5 p. m. (el tradicional "9 to 5") se consideran típicamente como horario de trabajo habitual, aunque en los Estados Unidos este varía según la región debido a la tradición local y la necesidad de realizar negocios por teléfono con otras personas en otras zonas horarias. Por ejemplo, los negocios en Chicago a menudo se llevan a cabo entre las 8 a. m. y 4:30 p. m., mientras que en Nueva York, los horas de trabajo tienden a ser más tarde— por ejemplo, de 10 a. m. a 6 p. m. Los sábados los negocios suelen estar abiertos desde las 8 o 9 a. m. al mediodía o 1 p. m. En Estados Unidos, el Departamento de Trabajo ha ordenado que las empresas deben pagar horas extras a las personas que trabajan más de 40 h a la semana. Las empresas a menudo no programan que sus empleados trabajen más de 40 horas por semana porque quieren evitar el pago de horas extra a sus empleados.
En México, las horas de oficina estándar son de 09:00 a 18:00.[cita requerida]
En Finlandia, las agencias gubernamentales y otras instituciones siguen el horario 8:00–16:15. Los bancos suelen estar abiertos hasta las 16:30. Los negocios comunes son hechos de lunes a viernes, pero las principales tiendas suelen abrir los sábados de 9:00–18:00 y los domingos de 12:00–21:00, con excepciones.
Otros países tienen diferentes patrones de horas de trabajo. Muchos trabajadores en climas más cálidos duermen la siesta durante la tarde, entre las 15:00 h y las 17:00 h, efectuando una pausa en el horario de trabajo, y reanudan los negocios a última hora de la tarde. 
El horario de oficina generalmente ocurre entre semana. Sin embargo, los días de la semana en que se realizan los negocios, también puede variar de una región a otra en el mundo.

## Horarios de trabajo no tradicionales
Muchas empresas y organizaciones han ampliado o han ilimitado su horario de trabajo si su negocio se lleva a cabo de forma continua. Por ejemplo, los hoteles, aeropuertos, hospitales y algunos supermercados están abiertos las 24 horas del día, y las transacciones pueden tener lugar en cualquier momento, por lo que se requiere de personal y gestión de la disponibilidad todo el tiempo. La tecnología de comunicación reciente como los teléfonos inteligentes también han ampliado la jornada de trabajo.